# Callosciurus nigrovittatus
Callosciurus nigrovittatus — вид гризунів родини Sciuridae. Вона зустрічається по всій Яві, Суматрі, південному Таїланді, Малайському півострові та численних малих островах (Індонезія (Калімантан, Суматра, Ява), Малайзія, Таїланд). Цей таксон складається з чотирьох підвидів: C. n. nigrovittatus, C. n. bilimitatus, C. n. bocki, C. n. klossi. МСОП зараховує її до категорії «найменш занепокоєних». Мешкає в первинних і вторинних лісах, від низовин до гірських районів; також зустрічається в змішаних районах з орними угіддями та деревним покривом. Це денний та деревний вид.

## Характеристики
C. nigrovittatus досягає довжини тіла від 18 до 20 сантиметрів, хвіст досягає довжини приблизно від 16 до 18 сантиметрів, а ваги приблизно від 200 до 240 грамів. Забарвлення спини тварин плямисте чорно-пісочно-коричневе, з трохи коричневішим плечем. Нижній бік сірий. Уздовж боку проходять дві смуги, верх світло-пісочно-коричневий, а низ чітко чорний.

## Спосіб життя
Як і всі інші види роду, C. nigrovittatus переважно веде деревний спосіб життя. Харчується переважно рослинами, особливо фруктами, а значну частину її раціону складають комахи. Тварини реагують на загрози з боку наземних хижаків повторюваним, уривчастим гавкотом та вилянням хвостом, що змушує інших вивірок залазити на дерева та мовчати. Натомість тварини реагують на хижаків, що летять, коротким гавкотом, якщо хижі птахи знаходяться далі, і брязкальцем, якщо хижі птахи близько. 